# São Paulo (porte-avions)

Le NAe  São Paulo (numéro de coque A12) était un porte-avions de la classe (française) Clemenceau, en service dans la marine brésilienne.
Le São Paulo est entré en service en 1963 dans la marine française sous le nom de Foch, puis fut vendu au Brésil en 2000, où il est devenu le nouveau capital ship de la marine brésilienne. Selon la publication Jane's Fighting Ships au cours de sa carrière dans la marine brésilienne, le São Paulo a souffert de problèmes de maintenance et n'a jamais réussi à fonctionner plus de trois mois à la suite sans avoir besoin de réparations et d'entretien.

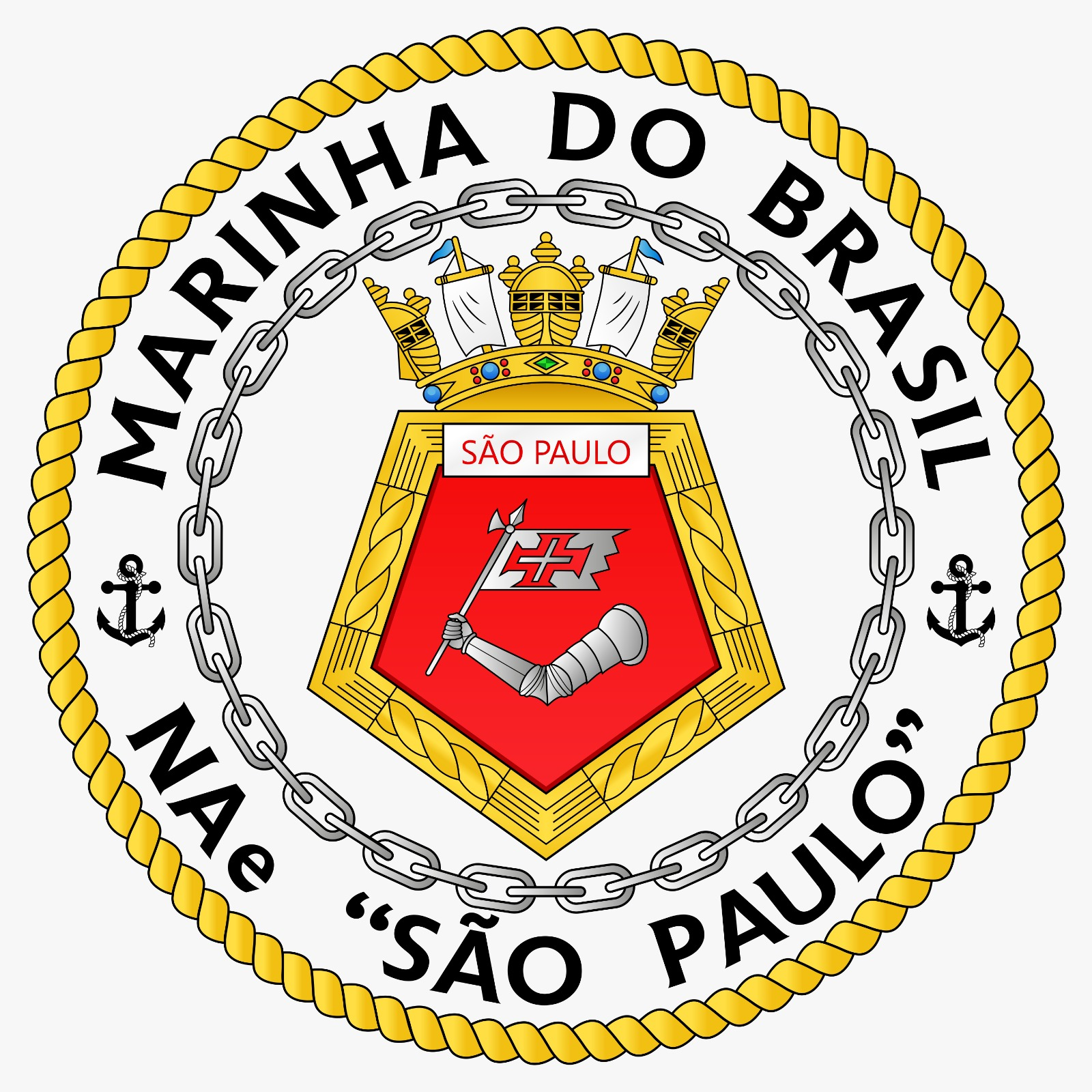

Le 14 février 2017, la marine brésilienne a annoncé la désactivation du bâtiment et son désarmement ultérieur, ce qui fut finalement effectué le 22 novembre 2018. Finalement, après l'échec de son démantèlement en Turquie suivie d'une longue errance dans l'Atlantique, le bâtiment, dans un état dégradé, est coulé au large du Brésil par la Marine brésilienne le 3 février 2023 malgré les craintes de pollution de l'environnement marin.

## Service en France et vente au Brésil

### Description
Le porte-avions São Paulo a été construit en France entre 1957 et 1963, et a servi dans la marine française comme porte-avions Foch pendant trente-sept ans.
Les porte-avions de la classe Clemenceau, dont le São Paulo était l'ultime membre survivant, sont de conception conventionnelle (CATOBAR). Le pont d'envol mesure 265.5 mètres de long sur 29.5 mètres de large ; la zone d'appontage est inclinée à 8 degrés par rapport à l'axe du navire. L'ascenseur avant est situé dans l'axe du porte-avions et l'ascenseur arrière est positionné à tribord du pont, ce qui permet de gagner de l'espace dans le hangar. L'une des deux catapultes (de 52 mètres) est située à bâbord avant du pont d'envol ; la seconde catapulte est plus en arrière, sur la piste oblique. Les dimensions du pont du hangar sont de 152 mètres de long sur 22 à 24 mètres de large, et 7 mètres de clair en hauteur.

### Rachat par le Brésil
En septembre 2000, il a été acheté par le Brésil pour 30 millions de dollars américains - aucun avion n'étant inclus dans ce prix - pour remplacer l'ancien porte-avions Minas Gerais qui datait de la Seconde Guerre mondiale, et qui était en service au Brésil depuis plus de 40 ans. Le Brésil avait déjà approché d'autres pays, comme l'Espagne, qui lui proposaient de construire un porte-avions, au prix de 500 millions de dollars américains. Le gouvernement avait déjà acheté pour l'Aviation navale brésilienne une flottille de 23 avions de combat A-4 Skyhawk d'occasion au Koweït pour 70 millions de $ ; ces avions, ainsi que les hélicoptères existants déjà dans l'inventaire de la défense nationale, devaient composer le groupe aérien du São Paulo. Ces A-4 (désignés AF-1) sont capables de délivrer des armements, notamment des roquettes, des bombes non guidées et des missiles air-air Sidewinder.
En septembre 2000, le São Paulo a été acheté alors qu'il était encore opérationnel ; une situation inhabituelle pour un si gros bâtiment. Il a été reçu par la marine brésilienne et a été mis en service au Brésil le 15 novembre 2000. L'incorporation du São Paulo et du groupe de chasseurs AF-1 a marqué la réalisation de l'objectif de longue date du Brésil de pouvoir mener la défense aérienne de ses forces navales avec des avions à voilure fixe.
Le président Fernando Henrique Cardoso a noté lors de la cérémonie de transfert que depuis sa construction, le São Paulo a reçu plusieurs améliorations, lui laissant une gamme diversifiée de technologies. Il reprend le nom d'un ancien cuirassé
Le porte-avions est arrivé à Rio de Janeiro le 17 février 2001.

## Service au Brésil

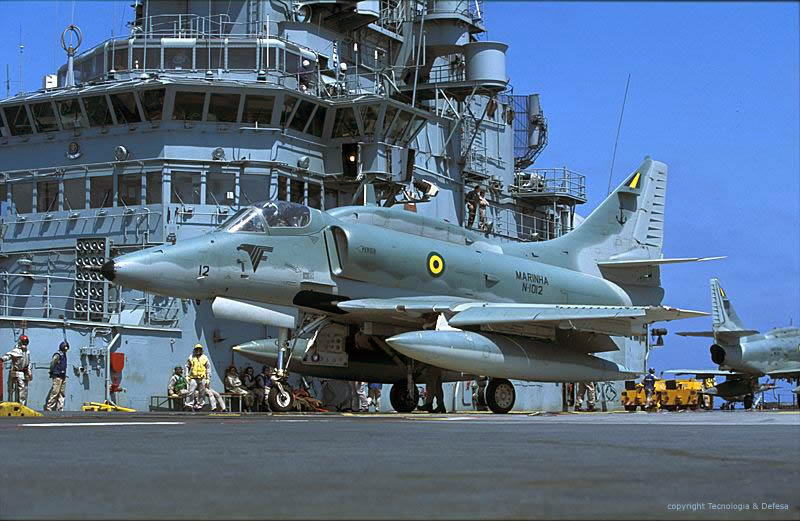
Un AF-1 Skyhawk (A-4KU) à bord du São Paulo.

Au cours de ses trois premières années de service à São Paulo, le bâtiment a effectué plusieurs missions, certaines dans des eaux étrangères, en particulier les opérations ARAEX, PASSEX et TEMPEREX qui sont pratiquées chaque année pour qualifier et former les flottilles de Super Étendard et de S-2T Turbo Tracker de la marine argentine.
Vers la fin de sa durée de vie active, le São Paulo a principalement servi à former des pilotes pour mener des opérations de porte-avions. Il a été activement utilisé pour la qualification et la requalification des pilotes d'hélicoptères et d'appareils à voilure fixe (avec environ 500 lancements par catapulte) [pas clair], et il a été utilisé lors des premiers exercices brésiliens pour pratiquer des missions d'attaque basées sur des porte-avions.

### Incendie de 2005
Le 17 mai 2005, une explosion a eu lieu dans le réseau de vapeur de la salle des machines. L'explosion a initialement tué un membre d'équipage et blessé dix autres. Toutes les victimes ont été transportées par hélicoptère à l' hôpital naval Marcilio Dias de Rio de Janeiro . Deux des membres d'équipage blessés sont décédés à l'hôpital des suites de leurs blessures. La cause de l'explosion était une rupture de la canalisation de vapeur. Après cet accident, la Marine a décidé d'entreprendre une vaste révision pour réparer et moderniser le navire.

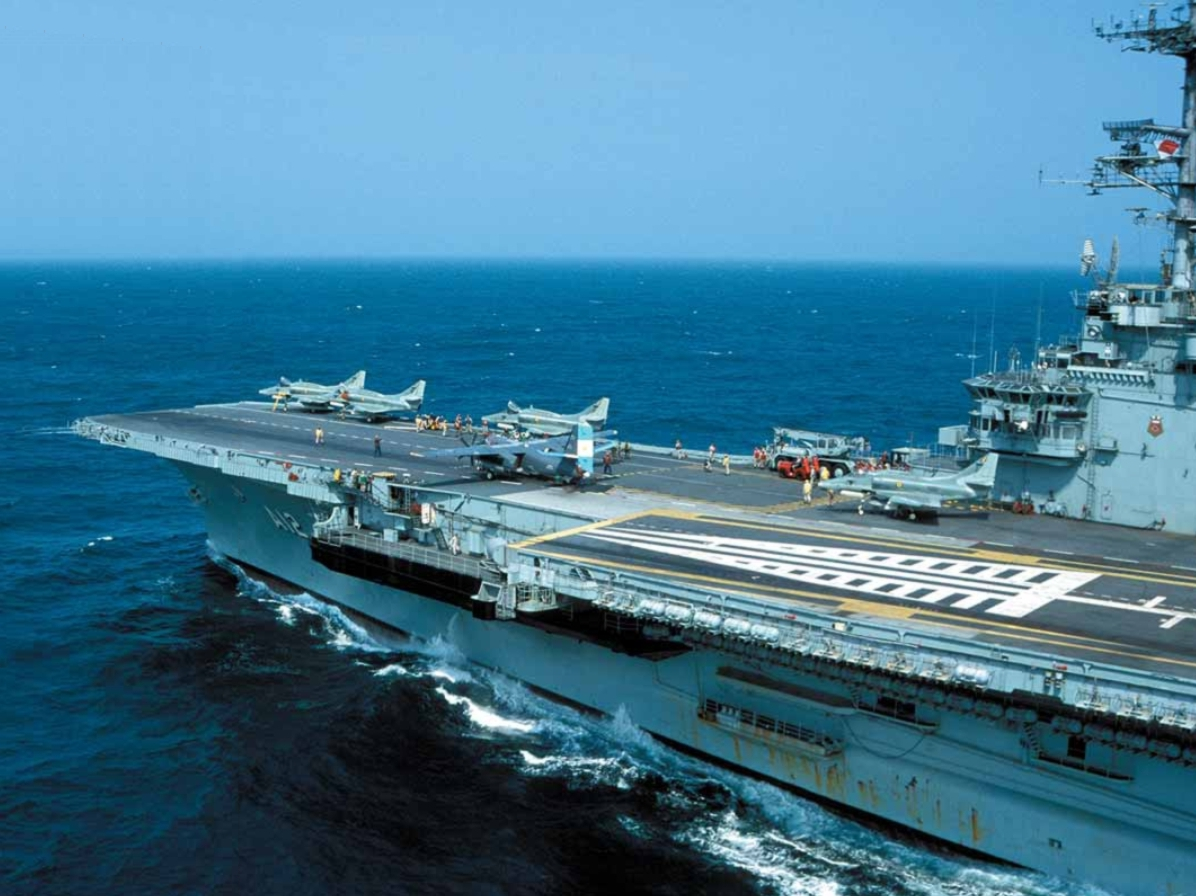
Vue du pont d'envol avant du porte-avions brésilien São Paulo en 2003. Quatre chasseurs Skyhawk (McDonnell Douglas AF-1 (A-4)) et un chasseur de sous-marins Grumman S-2T de la marine argentine sont visibles.

En 2005-2010, le São Paulo a subi une modernisation poussée. La mise à niveau comprenait l'inspection et la réparation des turbines à vapeur ; l'entretien des condenseurs de surface ; le retubage de chaudières ; la réparation de deux compresseurs haute pression; la révision du générateur électrique AC ; achat de pièces détachées ; entretien des pompes, vannes et éléments de structure ; ajout de deux séparateurs API eau-huile ; installation de deux unités de refroidissement par eau ; modernisation du générateur chimique d'oxygène ; réparation et traitement de réservoirs d'huile; substitution du Naval Tactical Data System ; installation d'un système de télévision en circuit fermé ; installation d'un transpondeur IFF ; installation d'un système MAGE ( ESM) ; inspection, réparation et peinture du poste de pilotage ; mise à niveau de l'unité de traitement du système d'atterrissage optique ; et révision des catapultes du porte-avions. La mise à niveau a été achevée en juillet 2009 et le São Paulo devait initialement être pleinement opérationnel en août 2010.
Douze Skyhawks de la marine brésilienne A-4 devaient également être mis à niveau par Embraer pour un coût de 140 millions de dollars. La mise à niveau était similaire à celles effectuées pour les avions AMX et F-5EM de l'armée de l'air brésilienne. Le programme comprenait la restauration de la cellule et de ses systèmes actuels, ainsi que la mise en œuvre d'une nouvelle avionique, d'un radar (en particulier le système radar Elta 2032 ), de la production d'énergie et de systèmes autonomes de génération d'oxygène. Les armes pouvant être incluses dans la mise à niveau étaient le MAA-1B, Python 4 et le Derby AAMS.
La marine brésilienne a passé un contrat avec Marsh Aviation pour convertir quatre S-2T Turbo Tracker en une configuration d'alerte avancée aéroportée (AEW), et quatre autres pour le ravitaillement en vol et pour les livraisons à bord du porte-avions (COD).
Selon un article du numéro d'octobre 2010 du Air Forces Monthly, [réf. nécessaire] il a été confirmé que le Brésil a acheté d'anciens avions C-1 Trader ex-australiens et ex-uruguayens, pour les convertir en avions AEW et en avions ravitailleurs. Tous les avions devaient être mis à niveau vers la configuration S-2T Turbo Tracker avec des moteurs Honeywell TPE 331-14GR. L'achat comprenait neuf cellules, dont deux pour la conversion en ravitailleur en vol (au profit des Skyhawks AF-1), et trois pour le rôle de veille aérienne (AEW). Les autres ont été achetés pour servir de pièces de rechange ou pour le transport de fret. Le radar AEW devait avoir une portée de 250 milles à 25 000 pieds. La durée de vie opérationnelle des cellules devait être de 10 ans. Ils devaient être prêts en 2011 et 2012 mais leur premier vol a lieu après le retrait du navire.
La flottille d'hélicoptère SH-3 du Sao Paulo devait être remplacée par six hélicoptères S-70B Seahawk. Ils ont été achetés en 2008, mis à niveau et remis à neuf pour livraison. Les hélicoptères et un ensemble de moteurs et d'équipements de soutien devaient être livrés en 2009.
Fin 2010, les essais en mer ont commencé et, à partir de 2011, le São Paulo a été évalué par la CIASA (Commission d'inspection et avis de formation).

### Rénovation et déclassement (2012-2018)
Le São Paulo devait rejoindre la flotte fin 2013, mais il a subi un autre incendie majeur en 2012. En septembre 2016, il a continué de subir des réparations ; le commandant de la marine brésilienne, l'amiral Eduardo Leal Ferreira, a déclaré avoir planifié la rénovation du système de propulsion du porte-avions. Les catapultes du bâtiment auraient également des problèmes. Le 14 février 2017, la Marine a annoncé que le navire serait démobilisé puis désarmé, invoquant le coût économique excessif de nouvelles réparations. Le 22 novembre 2018, la marine brésilienne a officiellement retiré du service le porte-avions NAe São Paulo qui a passé un total de 206 jours d'opérations en mer.
Le PHM Atlântico  lui succède en août 2018 comme navire amiral.

### Vente pour la casse puis sabordage au large du Brésil
Depuis février 2020, un effort est fait en vain pour le transformer en musée. En avril 2021, la coque de 24 000 tonnes est achetée par un chantier de démolition en Turquie. Mais le nouveau propriétaire ne trouve pas de port qui accepte le navire et menace alors de l'abandonner en pleine mer. En juin 2022, il obtient l'autorisation de le convoyer jusqu'en Turquie. Mais après avoir traversé l'Atlantique et alors que le porte-avions se trouve devant le détroit de Gibraltar, les autorités turques décident finalement de refuser son démantèlement dans le pays, officiellement car elles craignent une trop grande quantité d'amiante à bord. Le navire est de nouveau remorqué vers le Brésil en septembre 2022 mais les autorités brésiliennes lui refusent l'entrée dans leurs eaux territoriales. En janvier 2023, le navire fait alors des ronds au large des côtes brésiliennes où il menace de couler, sa coque ayant souffert de cette double traversée, menaçant la zone d'une grave pollution. La marine brésilienne décide donc de l'éloigner des côtes pour le couler. Selon Basel Action Network (en), une ONG luttant contre l'export de déchets toxiques « S'ils coulent cette embarcation hautement toxique au milieu de l'Atlantique, ils vont violer sans aucune bonne raison trois traités environnementaux internationaux ». Le navire est finalement sabordé à environ 200 km des côtes, devant l’État de Pernambouc, dans un endroit où la profondeur avoisine les 5 000 mètres le 3 février 2023.

## Équipage
L'effectif du São Paulo est de 1 920 hommes (64 officiers et 1 274 marins, dont 582 supplémentaires dans le groupe aérien).

## Dans la culture populaire
Dans le roman Lune de Glace d'Antoine Tracqui (2020) dont l'action principale se déroule en 2024, le São Paulo est racheté au Brésil, peu avant son démantèlement, par la milliardaire Penelope Berg. Rénové et rebaptisé Sivulliq, il devient le QG flottant d'un groupement écoterroriste décidé à provoquer un cataclysme planétaire.

## Galerie

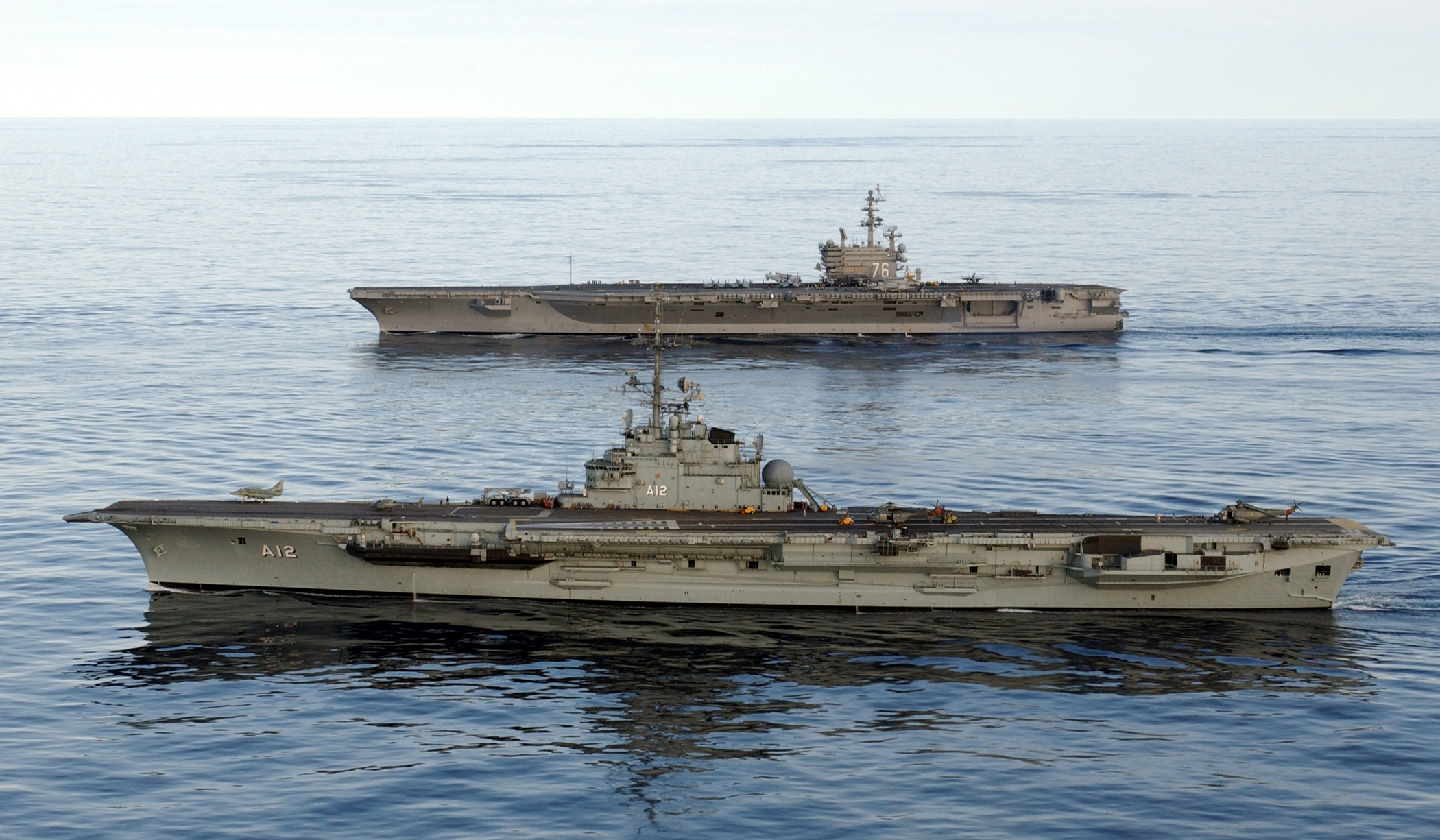
Le São Paulo (au premier plan) et le USS Ronald Reagan lors d'un exercice d'entraînement combiné en juin 2004.
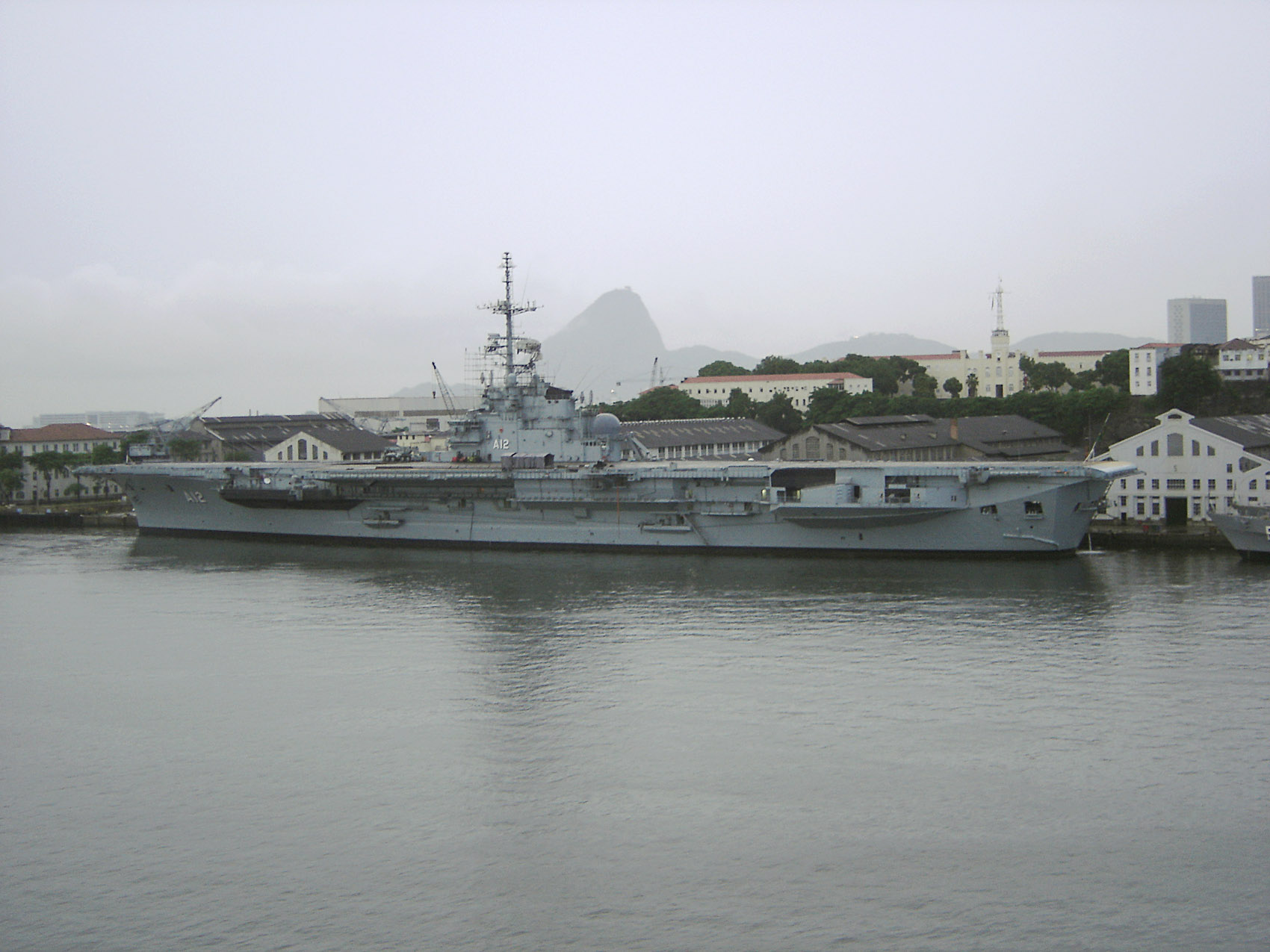
Le São Paulo à Rio de Janeiro en 2007.
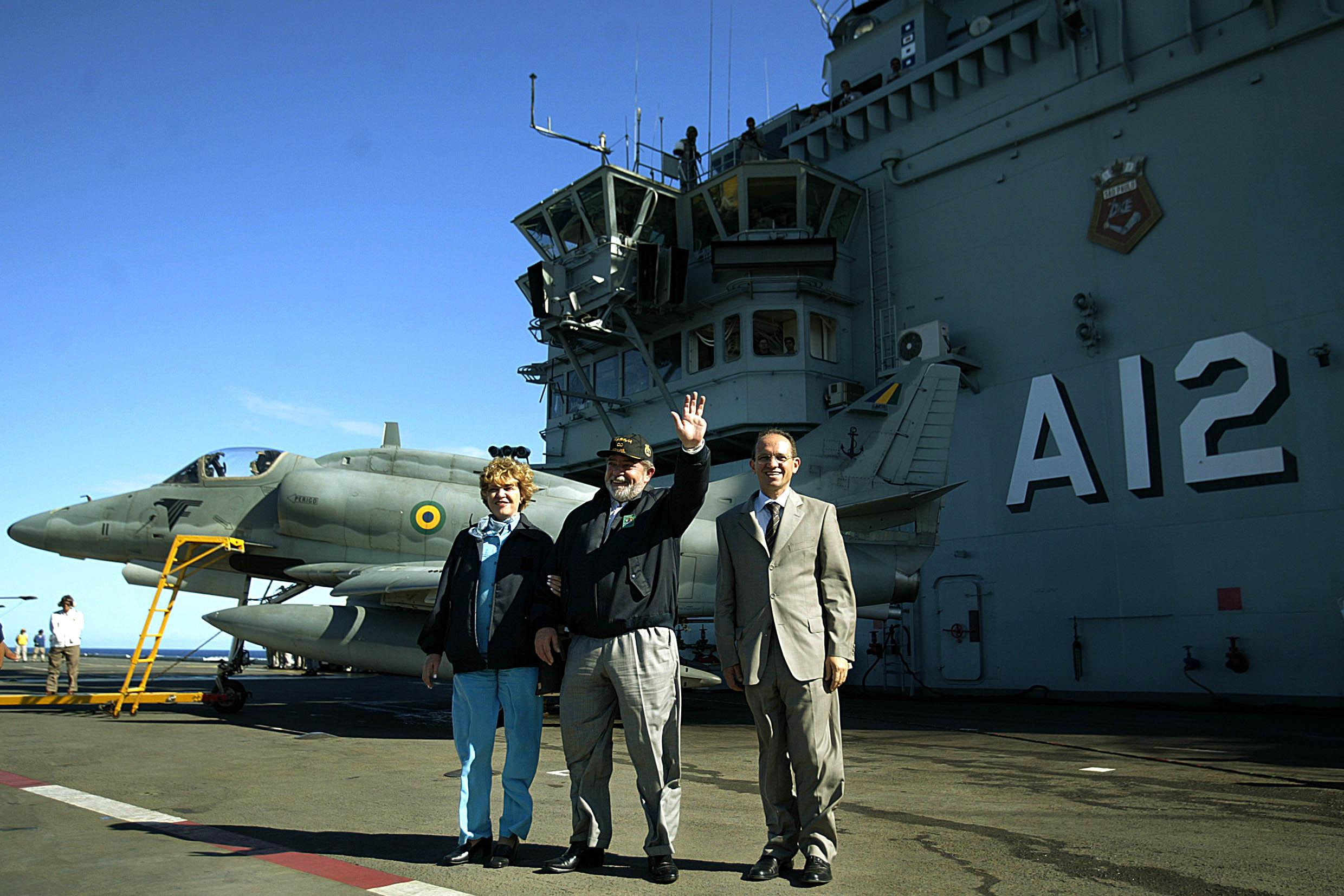
Le président de l'époque, Lula, son épouse Marisa Letícia et le gouverneur d' Espírito Santo Paulo Hartung à bord du São Paulo, août 2004.
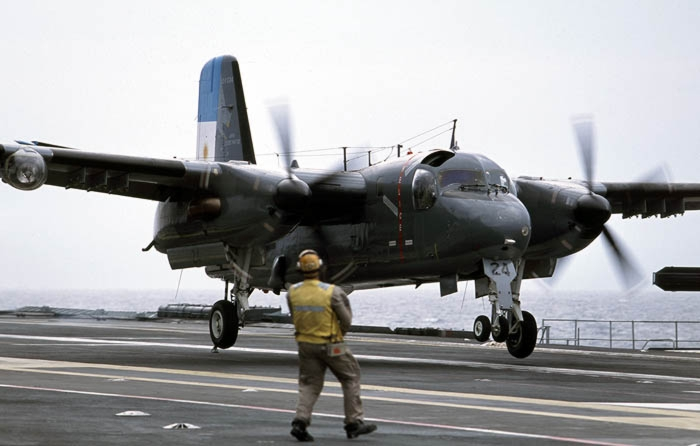
Un Turbo Tracker de la marine argentine opérant à bord du São Paulo.
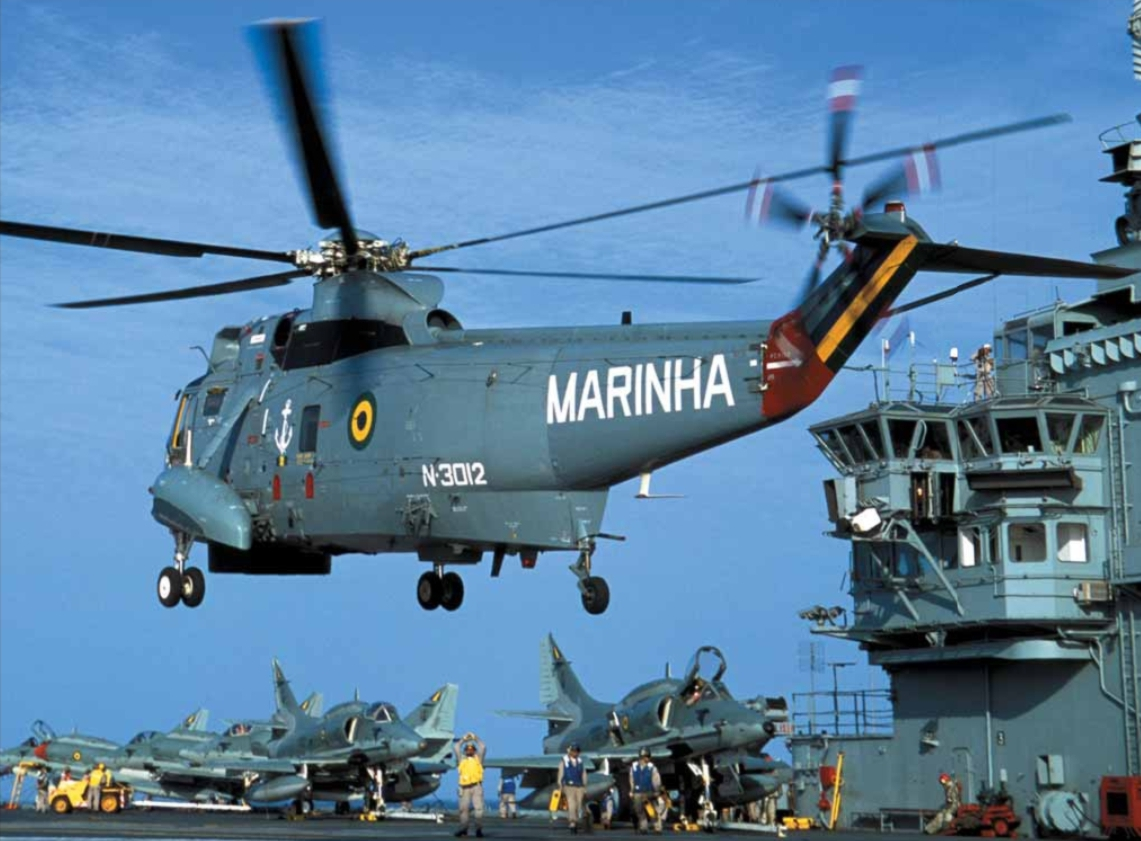
Un SH-3D Sea King à bord en 2003.
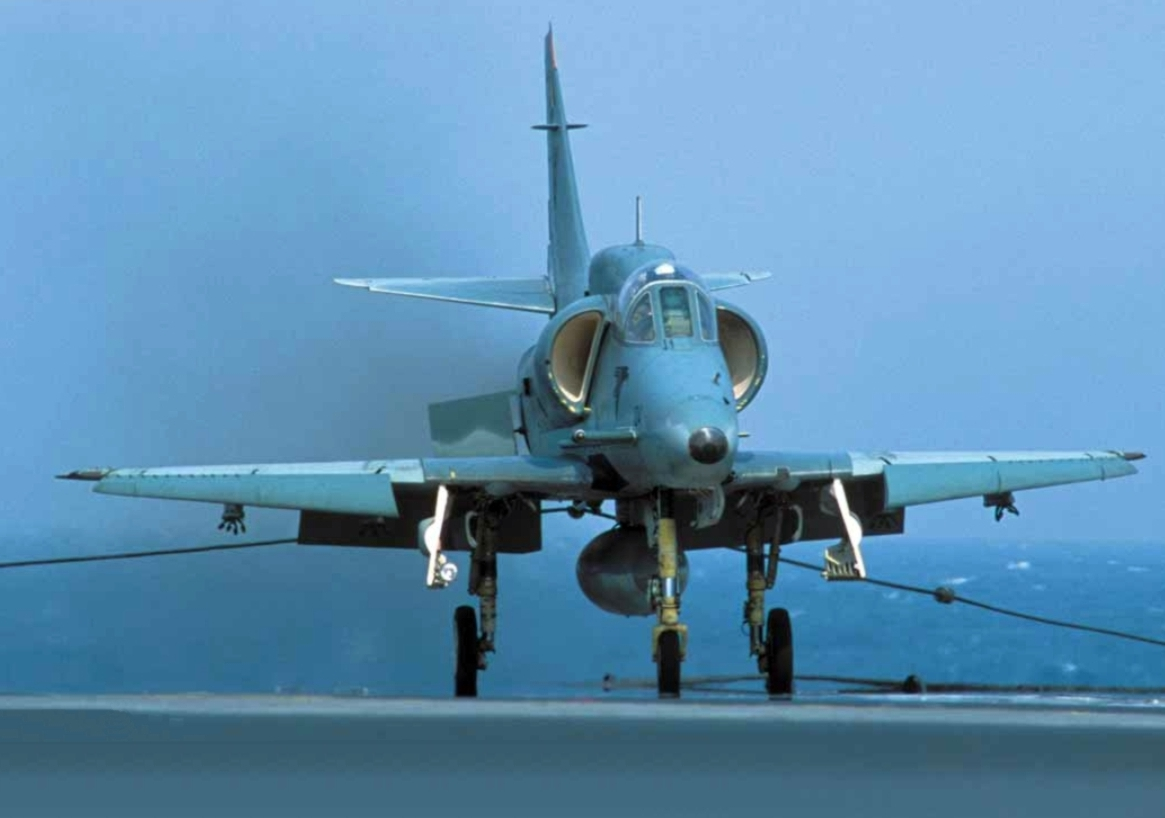
Un McDonnell Douglas AF-1 Skyhawk (A-4KU) de l'escadron de chasse VF-1 Falcões crochant le câble d'arrêt à bord du porte-avions São Paulo.
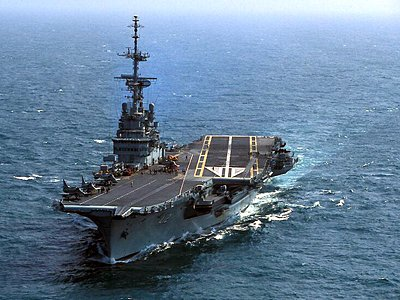
Le São Paulo en mer.

## Voir également
- Liste des porte-avions
- Liste des mises en service de navires en 2000
- NAeL Minas Gerais
- Navire d'assaut amphibie brésilien Atlântico, ex-HMS Ocean (L12)

## Remarques

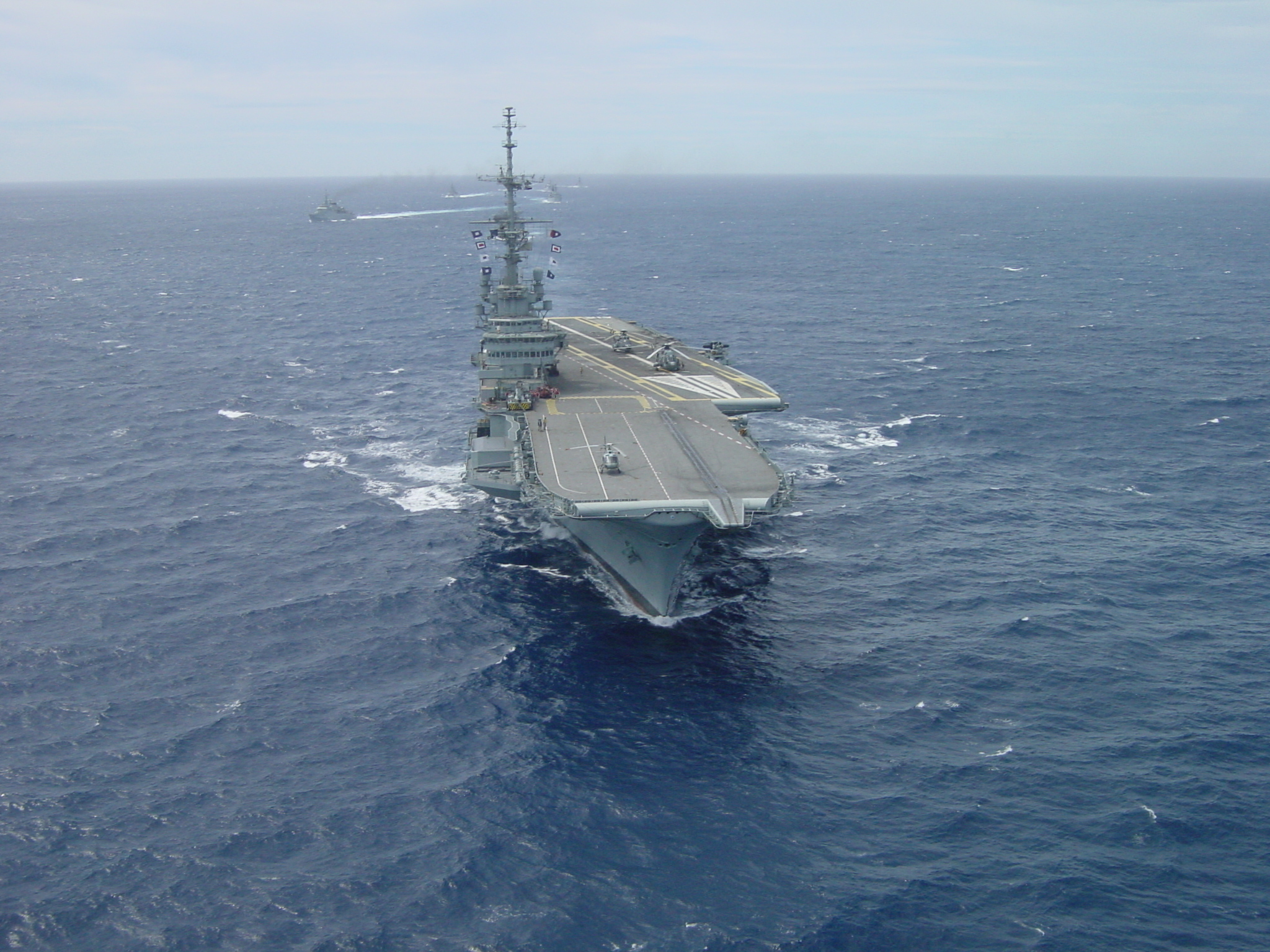
Le São Paulo en mer en 2005.

1. ↑  Navio-Aeródromo, "navire aérodrome" (lit : "porte-avions").